# Abbotsham
Abbotsham är en ort och parish i Storbritannien.   Den ligger i grevskapet Devon och riksdelen England, i den södra delen av landet, 290 km väster om huvudstaden London.